# Onyxectomie

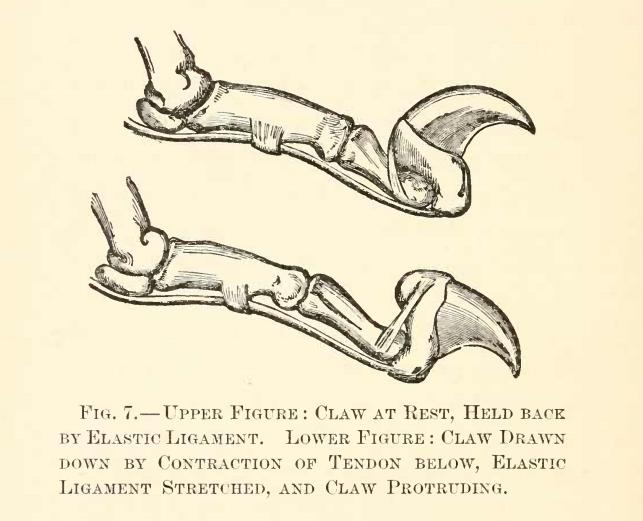
Schéma en coupe de la griffe de chat

L'onyxectomie (du grec onyx, l'ongle), ou dégriffage, est une opération chirurgicale qui consiste en l'ablation des griffes. Elle se pratique notamment chez les chats de compagnie. Elle est illégale dans de nombreux pays et des associations de défense des animaux comme PETA condamnent cette opération, considérée comme cruelle.

## Pratique et motivations
C'est en Amérique du Nord que le dégriffage est le plus fréquemment pratiqué : 25 % des chats domestiques sont dégriffés aux États-Unis et au Canada.
Une grande majorité des maîtres font dégriffer leurs chats pour éviter des dégradations de leurs biens : d'après un sondage effectué auprès des propriétaires de chats dégriffés dans les cliniques vétérinaires californiennes, c'est la motivation principale puisqu'elle concerne 95 % des personnes interrogées.
Cette pratique est également motivée par la volonté de diminuer les risques des blessures par griffure, notamment auprès des enfants en bas âge.

## Technique opératoire
Le plus souvent, elle n’est réalisée que sur les pattes antérieures[réf. nécessaire].
L'onyxectomie se fait sous anesthésie générale et consiste en l'ablation totale de la griffe et l'amputation de la troisième phalange sur laquelle celle-ci est insérée.
Différentes techniques chirurgicales existent : l’utilisation d’un bistouri ou le recours au laser chirurgical sont les méthodes à privilégier par rapport à la technique dite « de la  guillotine », selon les recommandations de l'Ordre des médecins vétérinaires du Québec (OMVQ)[réf. souhaitée].
Il existe une chirurgie alternative à l'onyxectomie, soit  la tendinectomie, elle consiste à procéder au sectionnement des ligaments qui commandent les griffes et empêcher ainsi que le chat puisse s'en servir.

## Conséquences

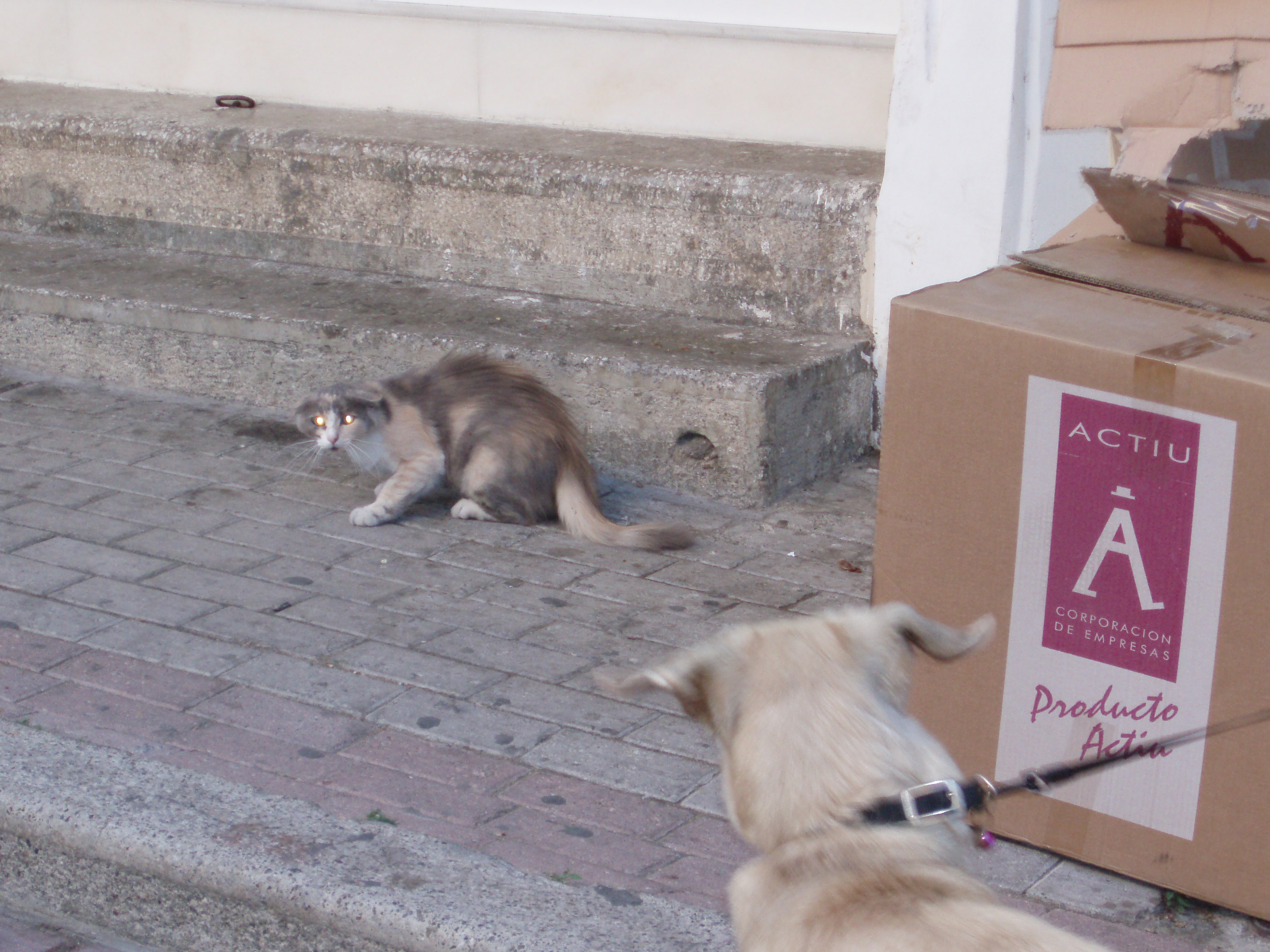
Un chat dégriffé est plus vulnérable

Cette opération présente des inconvénients importants pour l'animal : il ne peut plus se servir de ses griffes pour se défendre, pour attraper des proies, ou pour fuir un danger dans certaines circonstances (il pourra avoir de la difficulté à grimper un arbre, par exemple), et est donc plus vulnérable.

### Physiques
Il existe des possibilités de conséquences physiques néfastes à l'opération.
Il y a un risque de complications post-opératoires qui peuvent toucher, selon une étude américaine, environ 12 % des chats. Il s'agit notamment d'hémorragies, d'infections, de boiteries et dans certains cas, de nécroses des moignons ou d'une repousse anormale des griffes.
En outre, l'absence du dernier segment des doigts après l'opération oblige le chat à se réadapter et à marcher sur ses moignons, modifiant ainsi sa posture naturelle. L'appui se fait alors sur l'avant-dernière phalange et modifie l'appui des membres, occasionnant une plus grande tension sur les tendons, les muscles et les ligaments (tendinites), et ce, quel que soit le poids de l'animal, bien que les animaux en surpoids aient plus de risques d'en souffrir. Les animaux dégriffés sont également plus susceptibles à souffrir d'arthrite.
Des douleurs fantômes ainsi que des névralgies chroniques peuvent également se développer. Effectivement, le cerveau détecte une douleur aux griffes, et ce, même si celles-ci ont été enlevées.

### Comportementales
Les conséquences comportementales résultant de cette opération peuvent être nombreuses. L'animal étant privé de son principal moyen de défense, il peut devenir anxieux.
Particulièrement chez le chat, l'anxiété peut se traduire par un stress intense qui se traduit par de la malproprété ou de l'agressivité. Par ailleurs, un animal dégriffé sera plus enclin à mordre et refusera qu'on lui touche les pattes. Après l'intervention, les chats peuvent cesser d'utiliser leur bac à litière, et ce même si on leur fournit de la litière douce.
De plus, le changement de posture, dû à l'absence du dernier segment des doigts après l'opération, peut conduire le chat à cesser de jouer et à réduire ses activités normales, d'autant que l'animal perd de son agilité, le griffage faisant partie de l'étirement de la partie avant de son corps.

## Légalité
L'ablation des griffes est légale dans certains pays, comme les États-Unis (excepté l'Etat de New-York) ou le Canada où elle est couramment pratiquée. Toutefois, certaines associations, telle que l'Académie de médecine vétérinaire du Québec, ne recommande pas cette opération. La province de Québec interdit la pratique dans un règlement édicté le 10 août 2022,. En Europe, elle est interdite dans un certain nombre de pays, notamment ceux qui ont ratifié la convention européenne pour la protection des animaux de compagnie dont l'article 10 prohibe les opérations chirurgicales dites de convenance.
Le dégriffage est illégal dans 29 pays, principalement européens : Allemagne, Australie, Autriche, Belgique, Brésil, Bulgarie, Chypre, Danemark, Espagne, Finlande, France, Grèce, Irlande, Israël, Italie, Japon, Lituanie, Luxembourg, Norvège, Nouvelle-Zélande, Pays-Bas, Portugal, Roumanie, Royaume-Uni, Slovénie, Suède, Suisse, République tchèque, Turquie.

## Alternative

### Non chirurgicale

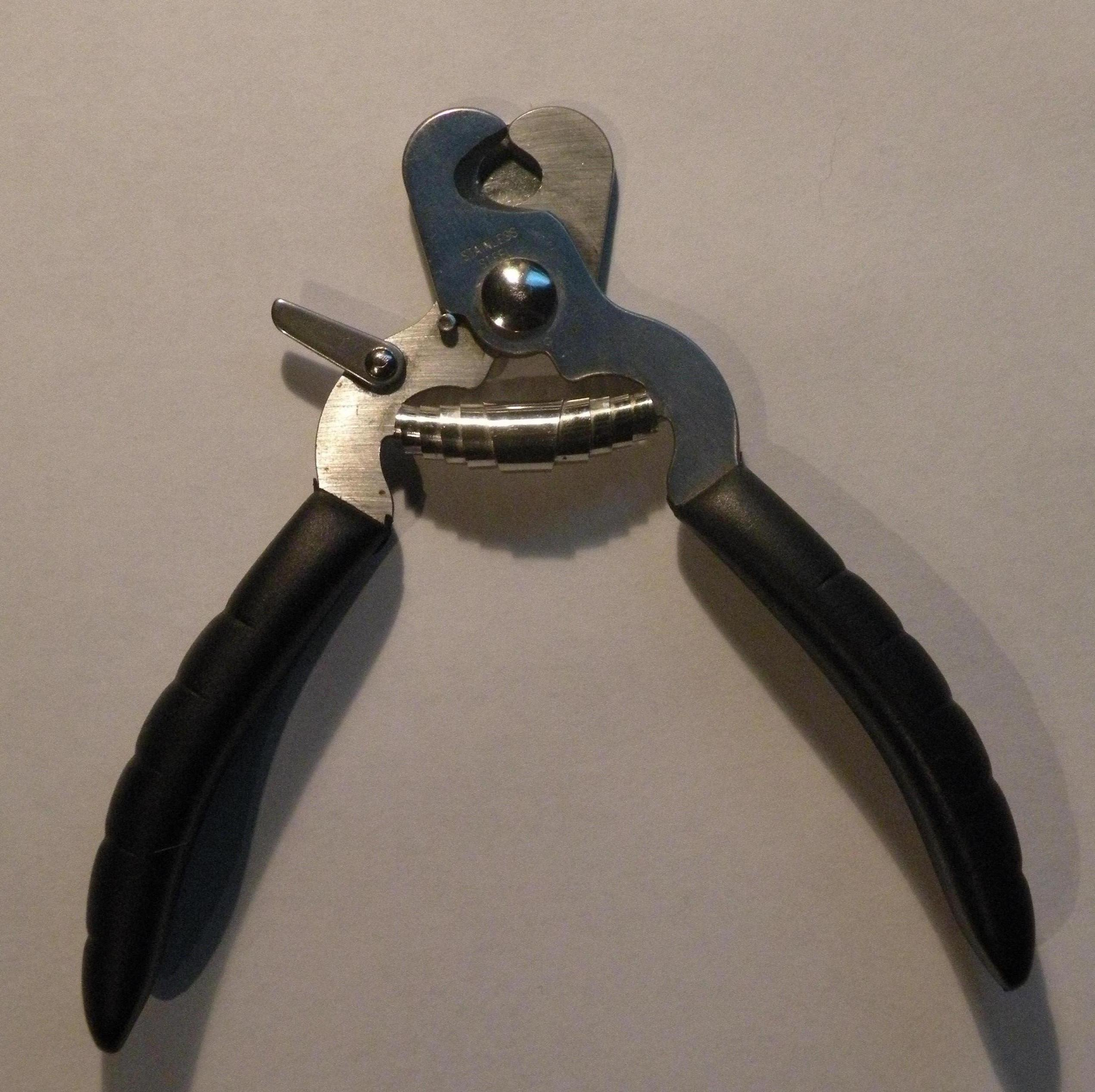
Un coupe-griffe.

La première alternative est le dressage du chat. En effet, on peut prévenir ce comportement indésirable sans pour autant recourir à une amputation. Il est nécessaire d'offrir une solution de remplacement au chat, comme un griffoir, et l'habituer très tôt à son utilisation.
Lorsqu'un chat continue à faire ses griffes sur des objets autres que le griffoir, ou simplement si le chat n'entretient pas assez ses griffes par lui-même, il est conseillé d'écourter les griffes du chat à l'aide d'un coupe-griffe. Ce soin devrait être fait régulièrement, et il est plus facile que le chat se laisse faire lorsqu'il s'y habitue dès son plus jeune âge.
Il est également possible de protéger les éléments du mobilier susceptible d'être abîmés ou de les asperger de substances répulsives pour le chat.
Il est également possible d'équiper son chat de protège-griffes.

### Chirurgicale
À part l’onyxectomie, d’autres types d’opérations existent. Par exemple, la brûlure des nerfs des griffes par un laser, empêchant ainsi la repousse.
Par ailleurs, les vétérinaires du Québec ont aussi commencé à recommander un autre type d’opération : la tendinectomie. Elle consiste à couper le tendon de la griffe, rendant le chat incapable de sortir cette dernière.